# Hopedale (Massachusetts)
Hopedale é uma vila localizada no condado de Worcester no estado estadounidense de Massachusetts. No Censo de 2010 tinha uma população de 5.911 habitantes e uma densidade populacional de 427,23 pessoas por km².

## Geografia
Hopedale encontra-se localizado nas coordenadas 42° 07′ 27″ N, 71° 32′ 00″ O. Segundo o Departamento do Censo dos Estados Unidos, Hopedale tem uma superfície total de 13.84 km², da qual 13.39 km² correspondem a terra firme e (3.2%) 0.44 km² é água.

## Demografia
Segundo o censo de 2010, tinha 5.911 pessoas residindo em Hopedale. A densidade populacional era de 427,23 hab./km². Dos 5.911 habitantes, Hopedale estava composto pelo 95.42% brancos, o 0.63% eram afroamericanos, o 0.08% eram amerindios, o 1.71% eram asiáticos, o 0.02% eram insulares do Pacífico, o 0.81% eram de outras raças e o 1.34% pertenciam a duas ou mais raças. Do total da população o 2.15% eram hispanos ou latinos de qualquer raça.